# Jumellea rigida
Jumellea rigida är en orkidéart som beskrevs av Rudolf Schlechter. Jumellea rigida ingår i släktet Jumellea och familjen orkidéer.
Artens utbredningsområde är Madagaskar.

## Underarter
Arten delas in i följande underarter:
- J. r. altigena
- J. r. rigida